# Jebjerg Sogn
Jebjerg Sogn var et sogn i Salling Provsti (Viborg Stift).
I 1800-tallet var Lyby Sogn anneks til Jebjerg Sogn. Begge sogne hørte til Nørre Herred i Viborg Amt. Jebjerg-Lyby sognekommune blev ved kommunalreformen i 1970 indlemmet i Sundsøre Kommune, som ved strukturreformen i 2007 indgik i Skive Kommune.
I Jebjerg Sogn ligger Jebjerg Kirke.
Sognet blev den 1. januar 2022 sammenlagt med  Lyby Sogn under navnet Jebjerg-Lyby Sogn.
I sognet findes følgende autoriserede stednavne:
- Jebjerg (bebyggelse, ejerlav)
- Nannerup (bebyggelse, ejerlav)
- Nørremark (bebyggelse)
- Tustrup (bebyggelse)